# Peromyia minutissima
Peromyia minutissima är en tvåvingeart som beskrevs av Boris Mamaev 1963. Peromyia minutissima ingår i släktet Peromyia och familjen gallmyggor. Inga underarter finns listade i Catalogue of Life.